# Kurukshetra

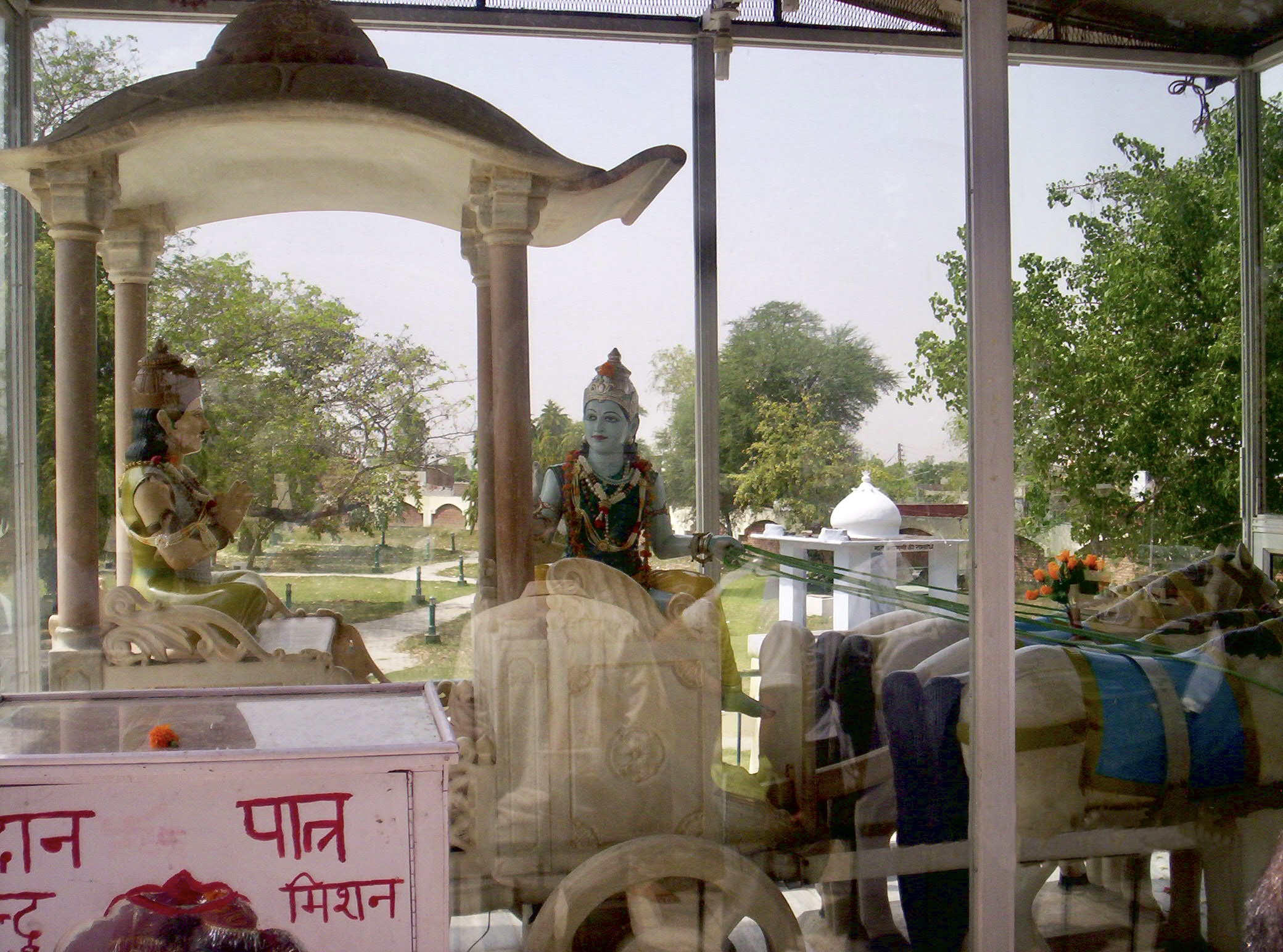
Jyotisar, Kurukshetra.

Kurukshetra är det fält på vilket slaget i Bhagavad-Gita utspelar sig. Området ingår i dag i ett distrikt med samma namn.